# Ori and the Blind Forest
Ori and the Blind Forest é um jogo eletrônico de aventura em plataforma desenvolvido pela Moon Studios e publicado pela Microsoft Studios para Microsoft Windows e Xbox One no dia 11 de março de 2015 e para Nintendo Switch foi lançado em 27 de Setembro de 2019.
o jogo, o jogador assume o controle de Ori, um espírito branco guardião, e Sein, a "luz e olhos" do Espírito da Árvore na Floresta. Para progredir na história, os jogadores devem mover entre plataformas e solucionar quebra-cabeças. O jogo apresenta um sistema chamada "ligações da alma", que permite ao jogador salvar seu progresso quando desejar, e um sistema de melhoras que dá aos jogadores a habilidade de evoluir as técnicas e poderes de Ori.
Foi desenvolvido pela Moon Studios e adquirido pela Xbox Game Studios um ano depois do começo de seu desenvolvimento. A história do jogo foi inspirada em O Rei Leão e O Gigante de Ferro, enquanto que parte dos elementos da jogabilidade foram inspirados pelas franquias Rayman e Metroid.
Em seu lançamento, Ori and the Blind Forest recebeu aclamação crítica, com os jogadores elogiando sua jogabilidade, direção de arte, história, sequências de ação, trilha sonora e design de ambiente. Gennadiy Korol, cofundador da Moon Studios, disse que o jogo foi lucrativo para companhia dentro de poucas semanas após seu lançamento. Em 2017, uma sequência chamada Ori and the Will of the Wisps foi anunciada na E3.

## Jogabilidade
Ori and the Blind Forest é um Jogo de plataforma em 2D. O jogador controla Ori, um espírito branco guardião de gênero indeterminado, e Sein, que é a luz e os olhos do Espírito da Árvore. Ori pode pular, escalar e usar outras habilidades para se locomover. Sein pode atirar Chamas de Espírito para combater inimigos e quebrar obstáculos. Ori e Sein devem interagir com o ambiente enquanto pulam de plataformas e solucionam quebra-cabeças. Ori enfrenta inimigos enquanto procura restaurar a floresta. O jogador ajuda a personagem a coletar "cacos" de habilidade, de energia, novas habilidades e melhoras. O mundo onde se passa o jogo desenvolve-se ao estilo Metroidvania, com o surgimento de novas habilidade que permitem ao jogador explorar áreas anteriormente inacessíveis.
Além de Checkpoints espalhados pelo jogo, jogadores podem criar "ligações da alma" em qualquer momento que lhes convenha salvar o ponto em que estão na história. Contudo, ligações da alma só podem ser criadas usando células de energia coletadas durante o gameplay; a energia necessária não têm fonte em abundância, forçando o jogador a utilizá-la somente quando necessário. O jogador pode ganhar pontos de habilidade para comprar várias vantagens e melhorias, como aumentar o dano das Chamas de Espírito de Sein. Essas melhoras podem ser compradas em qualquer lugar que uma ligação da alma tenha sido criada e caso o jogador tenha habilidade o suficiente para comprar as habilidades que deseja. Um ponto de habilidade é ganho quando Ori coleta experiência o suficiente ao matar inimigos e destruir várias plantas. Cada habilidade deve ser comprada em um sequência de uma de três Árvores da Habilidade para desbloquear a próxima, mais cara melhoria acessível.

## Desenvolvimento
Ori and the Blind Forest foi desenvolvido pela Moon Studios, uma colaboração mundial de designers e programadores que estavam trabalhando no jogo já há quatro anos antes de seu lançamento, com a Microsoft adquirindo-o em torno de um ano depois do início do desenvolvimento. Um dos líderes do time, Thomas Mahler, é um artista que trabalhou para a Blizzard Entertainment. De acordo com o produtor da Microsoft, Daniel Smith, a Moon Studios não está localizada somente em um lugar, mas possui equipes espalhadas por todo o mundo. O programador de jogabilidade, David Clark, descreveu o time como sendo inspirado por jogos atuais e clássicos de aventura, principalmente as franquias Rayman e Metroid.
Os projetistas disseram que eram guiados por trabalhos como O Rei Leão e O Gigante de Ferro, o que chamaram de uma "história de ganhando idade." Eles eram também muito influenciados pelo trabalho de Hayao Miyazaki, sobretudo com um dos níveis, "Valley of the Wind", sendo um aceno para o filme de animação Nausicaä do Vale do Vento. A arte feita para parecer desenhada à mão, semelhante aos jogos mais recentes da franquia Rayman, que utilizam o motor gráfico "UbiArt" da Ubisoft. Ori and the Blind Forest tem um grande mapa, renderizado em 1080p a 60 quadros por segundo e sem tempo de carregamento visível ao jogador enquanto o percorre. De acordo com Mahler, os objetos de cenário do jogo são todos componentes individuais, sem duplicatas como em outros títulos. Como exemplo, Mahler explicou: "Você vê aquela árvore ao fundo e esse cogumelo na pedra? Este é o só e único lugar que você verá esses elementos."
Ori and the Blind Forest foi primeiramente revelado na E3 de 2014, durante a conferência de imprensa da Microsoft antes da apresentação. Na E3, também foi a primeira vez que vários empregados da Moon Studios encontraram-se pessoalmente. Yusuf Mehdi, responsável pela comercialização do Xbox One, declarou que eles consideraram abrir a conferência com Ori, mas acabaram escolhendo Call of Duty: Advanced Warfare. Durante a E3, os presentes esperaram em longas filas para poderem jogar uma versão demonstrativa do jogo em um dos consoles presentes na ocasião.
Algum tempo depois da conferência, a Moon Studios anunciou no site do jogo que uma versão para Xbox 360 de Ori estava em desenvolvimento e planejada para lançamento no começo de 2015. Em novembro de 2014, contudo, o estúdio atualizou a data de lançamento do jogo, adiando-o para o começo de 2015 em sua versão para Windows e Xbox One, não mencionando mais a versão do Xbox 360. Ao pedirem para revelar o estado de desenvolvimento da versão para o Xbox 360, a Moon Studios confirmou que ainda estava em desenvolvimento e seria lançada no fim de 2015. Até janeiro de 2018, não houve posterior menção ao lançamento versão do jogo para o Console de sétima geração.
Um "Edição Definitiva" foi anunciada na Gamescom de 2015. A expansão contém novas áreas, mecânicas e artes. Especificamente, adiciona os modos de dificuldade "fácil", "difícil" e "uma vida", além de permitir viagem rápida entre poços de espíritos para ajudar o jogador a viajar pelo mapa. Essa versão foi lançada em 11 de março de 2016 para Xbox One, no aniversário de um ano do lançamento de Ori and the Blind Forest, enquanto a versão para computador foi lançada no dia 27 de abril.